# The Village Voice
The Village Voice er en gratis ugentlig avis i New York City, USA, der præsenterer dybdeborende journalistik, analyse af nuværende sager og kultur, kunst- og musikanmeldelser og begivenhedslister for New York City. Den kan også blive bragt ud gennem USA på et betalingsbasis.
| Anime eller manga | Spire Denne artikel om medie og kommunikation er en spire som bør udbygges. Du er velkommen til at hjælpe Wikipedia ved at udvide den. |

40°43′41.9″N 73°59′29″V / 40.728306°N 73.99139°V